# Jean François Campos
Jean Francois Campos (* 1966, Aix-en-Provence, Francie) je francouzský módní a portrétní fotograf působící v New Yorku. Jeho práce byly vystavovány v mnoha mezinárodních galeriích a muzeích, jako je například International Center of Photography v New Yorku nebo Centre national de la photographie v Paříži.

## Ocenění
- 2012: Cena Corporate Award u příležitosti 27. Grand Prix de la Publicité Presse Magazine za LVMH – Moët Hennessy Louis Vuitton; "Les Journées Particulières"[1]
- 2004: 1. cena Prize Club des AD v kampani Sony PlayStation
- 1997: Vítěz HSBC Foundation for Photography
- 1997: Nominace na AFP award (Agence France-Presse)
- 1997: Laureát World Press Photo Masterclass
- 1996: Prix Moins Trente od Centre National de la Photographie
- 1991: Laureát Biennale des Jeunes Createurs de l’europe de la Mediterranee
- 1990: Laureát Fondation Angenieux

## Výstavy
- 2009: Sara, just Sara : in the mirror of my myths – Milk Gallery, New York
- 2006: Comment ça va vec l’amour – Maison de la Villette, Paris
- 2001: Le Collectif HSBC – Paris Photo, Paris
- 1999: Le Collectif Vu - Paris
- 1990: Berlin, à Coeur Ouvert – FNAC Galeries in Marseille, Bordeaux, Strasbourg, Paris, Berlin
- 1998: The French President - Mois de la Photo, Moscow
- 1997: Après la Pluie – Galerie Beaudoin Lebon, Paris
- 1997: Neighbours – Netherlands Institute for Photography, Rotterdam
- 1996: New Photography from France - International Center of Photography, New York[2]
- 1996: Politique et Société – Centre National de la Photographie, Paris
- 1995: La Solitude du Candidat Chirac – Festival Visa pour l’Image, Perpignan
- 1991: Souvenirs de Berlin – Nuit de la Photo, Musee de l’elysee, Lausanne
- 1991: Fragments - Musee de la Vieille Charité, Marseille

## Monografie
Camposova první monografie Après la Pluie (Actes Sud Editions) byla vydána v roce 1997 jako retrospektiva jeho díla ve francouzských novinách Libération s předslovem Jeana Rouauda. Následně na to Campos vydal Je ne vois pas ce qu’on me trouve (Actes Sud Collection Cinéma et Photographie, 1997) - sbírku fotografií pořízených v zákulisí stejnojmenného filmu režiséra Christiana Vincenta a ke které doslov napsal Christian Caujolle.